# کوربل (شهرستان هامبولت، کالیفرنیا)
کوربل (به انگلیسی: Korbel) یک منطقهٔ مسکونی در ایالات متحده آمریکا است که در شهرستان هامبولت، کالیفرنیا واقع شده‌است. کوربل ۴۷ متر بالاتر از سطح دریا واقع شده‌است.